# Amblin'
Amblin' is een Amerikaanse korte film uit 1968, geschreven en geregisseerd door Steven Spielberg. Het was Spielbergs eerste voltooide film (opgenomen op 35 mm). 
De film is een kort liefdesverhaal dat zich afspeelt tijdens het hippietijdperk van eind jaren zestig. Een jonge man en vrouw ontmoeten elkaar in de woestijn, proberen samen te liften, worden vrienden worden en later minnaars, en gaan weer uit elkaar. 
Amblin' werd later de inspiratie voor de naam van Spielbergs productiebedrijf, Amblin Entertainment.

## External link
- Amblin' op IMDb